# Freudenberg (Unternehmen)

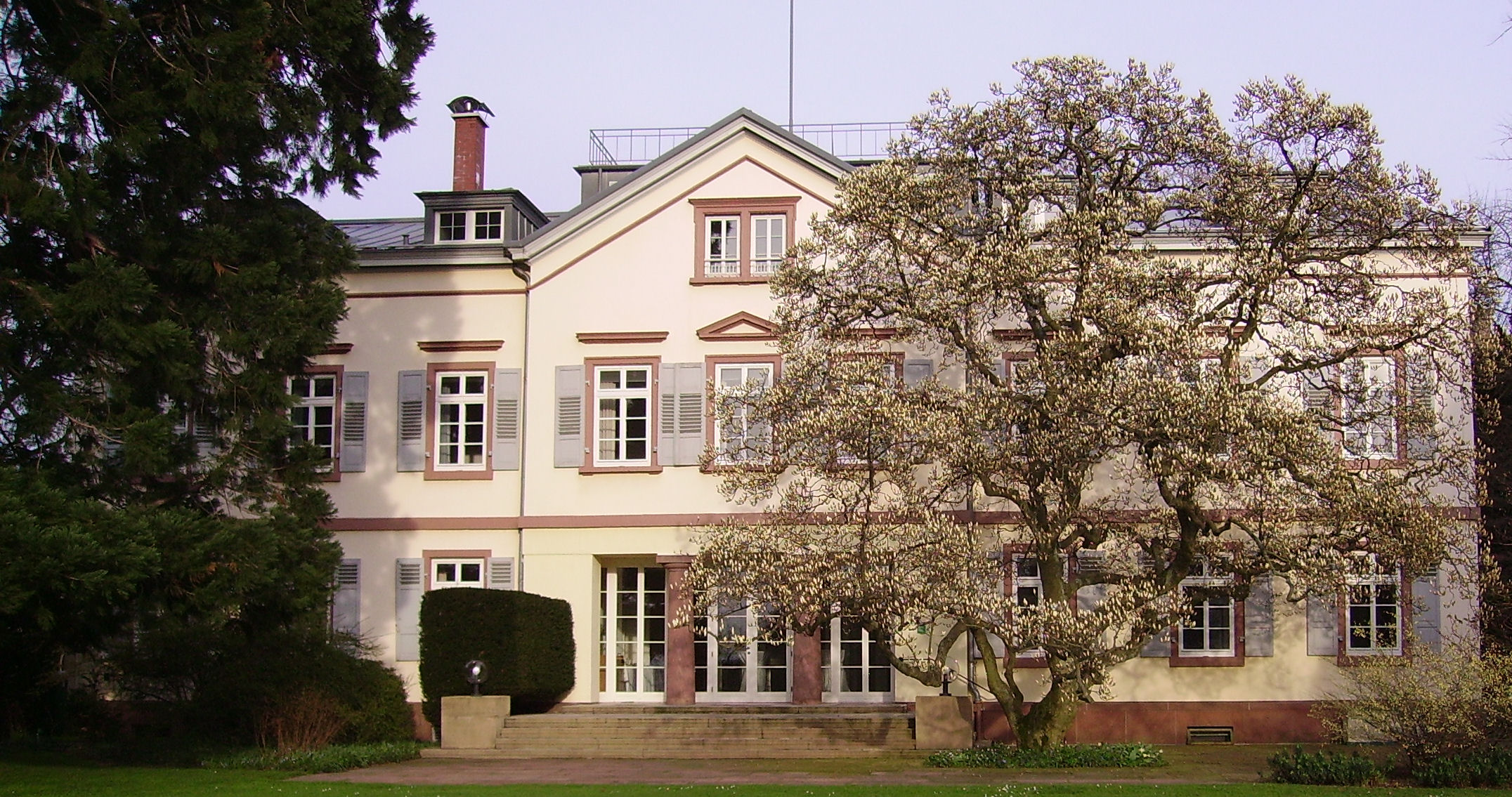
Der Hermannshof im Schau- und Sichtungsgarten in Weinheim war Wohnsitz der Familie Hermann Ernst Freudenberg und wird heute von der Unternehmensleitung als Konferenz- und Seminarhaus genutzt

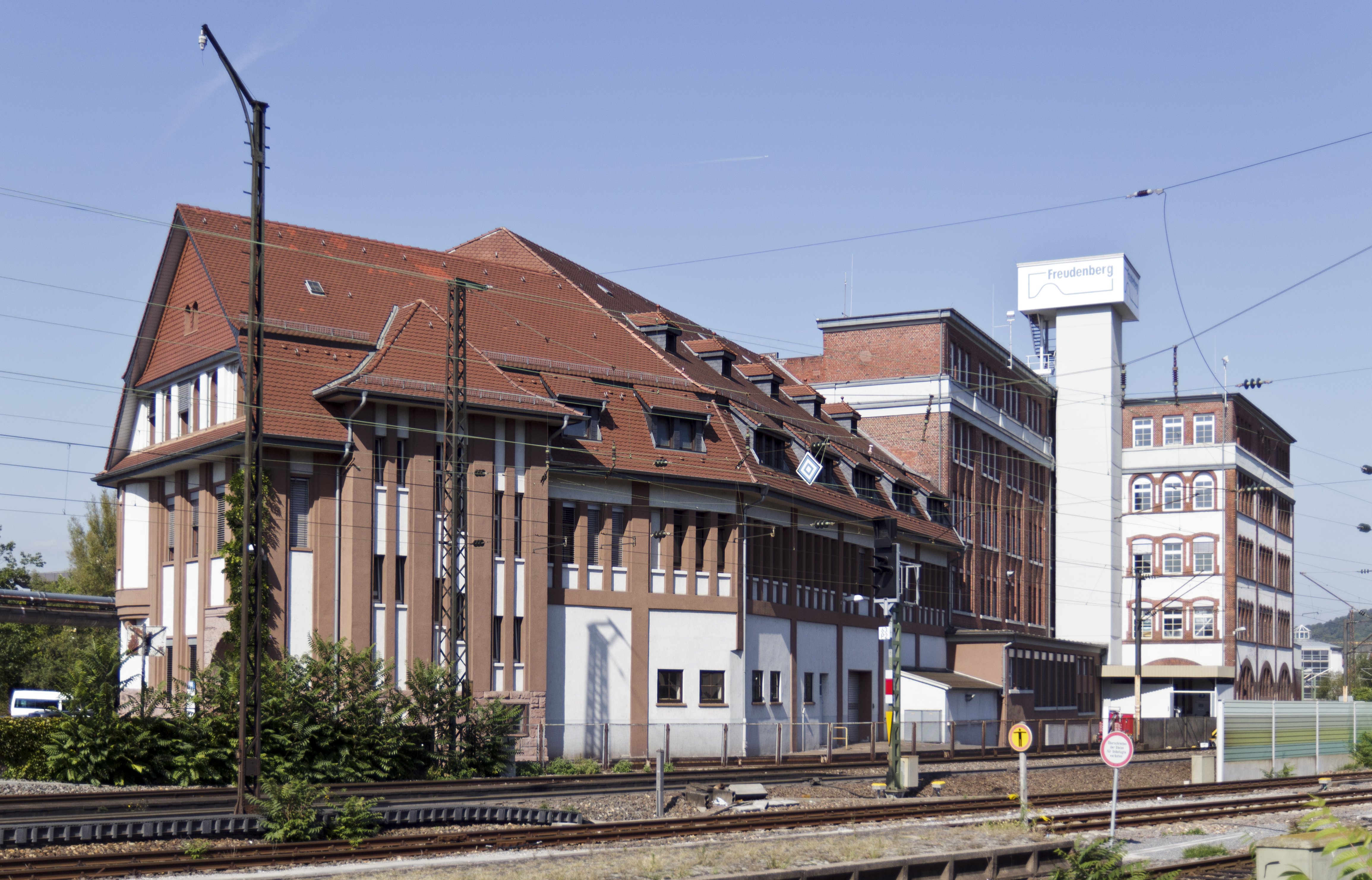
Blick vom Weinheimer Bahnhof auf das Freudenberg-Firmengebäude

Die Freudenberg SE ist die Konzernobergesellschaft der Freudenberg-Gruppe, einem Mischkonzern mit Sitz in Weinheim. Freudenberg ist Automobilzulieferer, aber auch in der Maschinenbau-, Textil-, Bau- und Telekommunikationsindustrie tätig. Das Unternehmen gilt als Weltmarktführer für technische Textilien.
Die Freudenberg SE befindet sich vollständig im Besitz der Freudenberg & Co. KG. Kommanditisten sind 300 Nachkommen des Unternehmensgründers Carl Johann Freudenberg.
Zu den allgemein bekannten Produkten der Freudenberg-Gruppe zählen Vileda-Reinigungsartikel. Zahlreiche andere Produkte sind eher unbemerkt anzutreffen, beispielsweise Radialwellendichtungen in Pkw-Motoren. Die Unternehmen der Gruppe sind in rund 60 Ländern aktiv.

## Geschichte

### Von Gründung bis einschließlich 2. Weltkrieg
Das Unternehmen ging unter der Leitung Carl Freudenbergs aus der Handelsgesellschaft und Gerberei Heintze und Sammet hervor. Bereits seit 1844 war Carl Johann Freudenberg Teilhaber an dem Unternehmen, damals mit einem Anteil von zwanzig Prozent.
Carl Johann Freudenberg und sein Partner Heinrich C. Heintze übernahmen 1849 eine Gerberei im Müllheimer Tal in Weinheim. Das Unternehmen wuchs aufgrund des zunehmenden Exports innovativer Produkte, wie Lackleder. 1874 zahlte Carl Johann Freudenberg die Partnerfamilie Heintze aus. Der Sohn des Unternehmensgründers, Hermann Ernst Freudenberg, entwickelte zwischen 1900 und 1904 das bereits in den USA praktizierte Chrom-Gerbeverfahren in eigenen Versuchen weiter. Mit der Verwendung von Chromsalzen anstelle von pflanzlichen Gerbstoffen konnte die Produktionszeit von vielen Monaten auf wenige Wochen verkürzt werden, und Freudenberg wurde eine der größten Gerbereien in Europa.
Der Erste Weltkrieg, die Inflation und die Weltwirtschaftskrise 1929 trafen das Unternehmen hart, denn bis zu diesem Zeitpunkt gingen mehr als 70 Prozent des fertigen Leders in den Export, der nun ausfiel. Aus diesem Grund entwickelten die Enkel des Firmengründers, Hans Freudenberg als Ingenieur, Richard Freudenberg als Verantwortlicher für Personal und Finanzen, Otto Freudenberg als Zuständiger für den Verkauf und Walter Freudenberg für den Einkauf, eine neue Strategie: Zunächst wurden Lederreste verwertet und Ersatzstoffe entwickelt. Daraus gingen ab 1929 Dichtungen aus Leder und von 1932 an Radialwellendichtringe mit einer Dichtlippe zunächst aus Leder (später aus dem Kunstkautschuk Perbunan) hervor, die unter dem Namen Simmerringe ein Begriff wurden. Seit Mitte der 1930er-Jahre entwickelten die Forscher und Ingenieure bei Freudenberg aus dem Kunstkautschuk Buna S und Buna N Dichtungen und Schuhsohlen.
1938 startete Freudenberg mit der Produktion des Syntheselatex-Kunstleders Viledon, das vor allem aufgrund der Lederverknappung in den Vorkriegsjahren der 1930er-Jahre durch den bei Freudenberg arbeitenden Chemiker Carl Ludwig Nottebohm als Ersatzmaterial für Taschen und Koffer entwickelt wurde.
Freudenberg gehörte während der Zeit des Nationalsozialismus zu den rund 79 deutschen Unternehmen, die ihre Materialien von KZ-Häftlingen im Konzentrationslager Sachsenhausen testen ließen. Auf der sogenannten „Schuhprüfstrecke“ des KZ Sachsenhausen musste das Schuhläufer-Kommando unter anderem Material des Unternehmens Freudenberg durch Ablaufen auf Verschleiß testen. Die „Schuhprüfstrecke“ wurde von der Lager-SS als Strafkommando genutzt. Die Häftlinge mussten täglich Entfernungen von etwa 30 bis 40 Kilometer auf der Strecke zurücklegen und dabei zusätzlich mit Sand oder Ziegelsteinen gefüllte Säcke auf dem Rücken tragen. Viele Häftlinge brachen zusammen und starben. Täglich sollen, nach konservativen Schätzungen und Zeugenberichten, 10 bis 20 Häftlinge bei diesen Materialtests ermordet worden sein.

### Nachkriegszeit
Nach dem Zweiten Weltkrieg begann die Nutzung von Vliesstoffen, die zunächst als Trägermaterial für das vom Unternehmen gefertigte Kunstleder entwickelt wurden, als Ersatz und Ergänzung gewebter Stoffe. Durch die vielseitige Einsetzbarkeit der Vliesstoffe wurden sie bald sehr bekannt. Seit 1948 gibt es Einlagestoffe aus Vliesstoffen unter dem Namen Vlieseline und Haushaltsprodukte der Marke Vileda. Ein Produktionsprogramm von Filtern für Industrie und Konsum mit der Marke Viledon nahm 1957 seinen Anfang.
Nach dem Zweiten Weltkrieg investierte das Unternehmen während des Wiederaufbaus von neuem im Ausland. Freudenberg gründete einen Standort in Lowell, Massachusetts. Dort wurden ab 1950 Vliesstoffe zunächst zusammen mit einem amerikanischen Partner produziert. Von 1954 an gab es in den USA eine Fabrik für Dichtungen und Formteile, und ab 1968 beteiligte sich Freudenberg bei einem amerikanischen Dichtungshersteller, der später vollständig übernommen wurde.
Darüber hinaus eröffnete das Unternehmen in den 1950er- und 1960er-Jahren zahlreiche weitere Produktionsstätten in Europa, Asien sowie Nord- und Südamerika. 1960 begannen zwei Partnerschaften mit japanischen Unternehmen. Mit der Nippon Oil Seal Industry Company (NOK) kooperierte man im Bereich Dichtungstechnik, mit der Japan Vilene Company im Bereich Vliesstoffe. Von 1970 bis 1989 baute Freudenberg ein weltweites Netz von Produktions- und Vertriebsstandorten auf, zu denen Nord-, Mittel- und Südamerika, Australien, Südafrika und Ostasien gehören. Währenddessen wurde auch die Produktpalette erweitert. Von 1962 bis 1965 wurde die Technik zur Herstellung von Spinnvliesstoffen entwickelt, die seither in der Medizin, der Landwirtschaft und der verarbeitenden Industrie verwendet werden. Der Schmierstoffhersteller Klüber Lubrication wurde 1966 erworben, und ab 1977 erfolgte der Einstieg in die Fertigung von elektromechanischen Bauteilen, die 1981 zusammen mit den japanischen Partnern um flexible Leiterplatten erweitert wurden.

### Seit den 1990er Jahren
Ab Mitte der 1990er Jahre eröffnete Freudenberg gemeinsam mit seinen japanischen Partnern NOK und Japan Vilene Company erste Produktionsstätten in China. In Changchun und Wuxi wurden Dichtungsfabriken und in Suzhou eine Produktion für Einlagestoffe aufgebaut.
Der erste Sprecher der Unternehmensleitung, der nicht der Familie Freudenberg angehörte, war von 1997 bis 2012 Peter Bettermann.
Nach der deutschen Wiedervereinigung übernahm Freudenberg die früheren Fabrikhallen und Verwaltungsbauten der Gummiwerke Berlin in der Friedrichshainer Boxhagener Straße. Im Jahr 2011 zog das Freudenberg-Werk nach Berlin-Adlershof. Die verbliebene Fläche in Friedrichshain fand 2011 einen neuen Käufer und Investor, der die Entwicklung und schließliche Bebauung zunächst unter der Bezeichnung Freudenberg-Areal vornahm. 2017 wurde der Name geändert in Box Seven.
1997 gründet Freudenberg in Italien die Freudenberg Politex Nonwovens zur Herstellung von Polyester-Vliesstoffen aus recycelten PET-Flaschen.
Anfang der 2000er Jahre führt das Unternehmen die verschiedenen Aktivitäten der Gruppe im Bereich der Brennstoffzelle in einer Geschäftseinheit zusammen (Freudenberg Fuel Cell Components Technology). 2002 beendet Freudenberg das Ledergeschäft. Das Unternehmen begründete dies mit „Geschäftsverlagerungen und Produktionsreduktionen bei großen Kunden“ sowie mit stark gestiegene Rohwarenpreise und einer damit einhergehenden Unrentabilität. Durch den Zukauf des amerikanischen Unternehmens O’Cedar erschloss sich Freudenberg 2003 den amerikanischen Markt für Haushaltsprodukte. Im Rahmen eines Joint Venture mit der indischen Sigma-Gruppe und der japanischen NOK entstand im Jahr 2003 in Mohali die erste Fabrik von Freudenberg in Indien.
2004 kaufte Freudenberg den Gleitringdichtungs-Hersteller Burgmann Industries aus Wolfratshausen auf. Mit dem japanischen Partnerunternehmen Eagle Industries bildet Burgmann Industries seit 2005 die EagleBurgmann-Gruppe. Ebenfalls im Jahr 2004 erwarb Freudenberg den amerikanischen Hersteller von Trennmitteln, Chem-Trend. Das Unternehmen wurde anschließend gemeinsam mit den Freudenberg-Unternehmen Klüber Lubrication und OKS im neuen Geschäftsfeld Freudenberg Chemical Specialities zusammengefasst.
Mit dem Erwerb von Jenline Industries stieg Freudenberg 2004 in den Markt für Medizintechnik ein. 2006 und 2008 wurden weitere Unternehmen in dem Tätigkeitsfeld hinzugekauft: Helix Medical in 2006 und Anura Plastics Engineering in 2008. 2007 verkaufte Freudenberg den Bereich Bausysteme und Schuhkomponenten an ein Investorenkonsortium; das Unternehmen firmiert seitdem unter nora systems.
Im Jahr 2010 hat Freudenberg Chemical Specialities das Oberflächentechnik-Unternehmen SurTec International mit Hauptsitz in Zwingenberg übernommen. SurTec bietet Produkte und Lösungen für Oberflächenbehandlung und Galvanotechnik, beispielsweise für das Reinigen, Entlacken, Färben, Beschichten und Galvanisieren von Oberflächen aus Metall und Kunststoff. Des Weiteren wurde im Jahr 2010 das Joint-Venture-Unternehmen Freudenberg Schwab GmbH, welches 1999 in Kooperation mit der Schweizer Schwab AG gegründet wurde und zu 50 Prozent der Freudenberg Gruppe angehörte, vollständig aufgekauft. Das Unternehmen wurde 2016 an die Trelleborg AB verkauft.
2012 schlossen Freudenberg und Trelleborg seine schwingungstechnischen Unternehmensteile im dafür neu gegründeten Gemeinschaftsunternehmen, TrelleborgVibracoustic, zusammen. 2016 übernahm Freudenberg das Joint Venture komplett. 2015 gründete Freudenberg die neue Geschäftsgruppe Freudenberg Performance Materials, in der die Unternehmen Freudenberg Vliesstoffe und Freudenberg Politex gebündelt wurden.
Gemeinsam mit Toray Industries erwarb Freudenberg im Jahr 2015 alle von freien Aktionären gehaltenen Aktien an der Japan Vilene Company. Seit dem Jahr 2016 wird die Japan Vilene Company als eigenständige Geschäftseinheit und eigenständig operierendes Unternehmen innerhalb des Freudenberg Geschäftsfeldes Vliesstoffe und Filtration geführt. Zu Beginn des Jahres 2018 übernahm die Geschäftsgruppe Freudenberg Sealing Technologies Teile des Brennstoffzellen-Herstellers Elcore und seiner Schwester-Gesellschaft Elcomax mit Sitz in München. Im Frühjahr 2018 erwarb das Unternehmen 31 Prozent der Anteile an dem US-amerikanischen Hersteller für großformatige Lithium-Ionen-Batteriezellen, -Module und -Systeme XaltEnergy mit über 140 Mitarbeitern und Sitz in Midland, Michigan.
Im Februar 2019 verkaufte Freudenberg seine Geschäftsgruppe Freudenberg IT an das IT-Unternehmen Syntax, das dem kanadischen Finanzinvestor Novacap gehört. Im selben Jahr übernahm die Geschäftsgruppe Freudenberg Filtration Technologies die Mehrheit an dem chinesischen Luft- und Wasserfiltrationshersteller Apollo Air-cleaner. Zum 31. Dezember 2019 übernahm die Geschäftsgruppe Freudenberg Performance Materials den slowenischen Nadelvliesstoffhersteller Filc mit seinen rund 360 Mitarbeitern. Im Mai 2020 schloss Freudenberg die Übernahme des englischen Konkurrenten Low & Bonar ab (der in Deutschland u. a. das Unternehmen Mehler Texnologies hält). Das Unternehmen wurde in die Geschäftsgruppe von Freudenberg Performance Materials integriert.
Im Jahr 2021 erwarb Freudenberg zwei amerikanische Unternehmen aus dem Bereich Luftfilter: Im September Protect Plus Air mit rund 940 Mitarbeitern und im Dezember das 1969 gegründete Unternehmen RPS Products mit mehr als 200 Mitarbeitern.

## Unternehmensübersicht

### Struktur
Freudenberg ist ein Familienunternehmen. Die strategische Konzernführungsgesellschaft der Unternehmensgruppe Freudenberg, die Freudenberg & Co. KG, gehört 300 Nachkommen des Unternehmensgründers Carl Johann Freudenberg. Sie ist eine der größten Kommanditgesellschaften Deutschlands. Die Gesellschafter haben einen Gesellschaftsvertrag abgeschlossen, der im Juli 2015 für 30 Jahre verlängert wurde.
Der Aufsichtsrat sowie der Vorstand der Freudenberg SE besteht jeweils aus den gleichen Personen wie der Gesellschafterausschuss bzw. die Unternehmensleitung der Freudenberg & Co. KG.
Die Geschäftsleitungen der verschiedenen Geschäftsfelder berichten an die Unternehmensleitung. Unterhalb der Geschäftsleitungen sind die verschiedenen Unternehmen der Freudenberg Gruppe angesiedelt. Diese Unternehmen haben entweder die Geschäftsform GmbH oder SE & Co. KG (mit der Freudenberg SE als Komplementär).

### Geschäftsfelder
| Geschäftsfeld Dichtungs- und Schwingungstechnik | Geschäftsfeld Technische Textilien und Filtration | Geschäftsfeld Reinigungstechnologien und -produkte | Geschäftsfeld Spezialitäten                      |
| Geschäftsgruppe                                 | Geschäftsgruppe                                   | Geschäftsgruppe                                    | Geschäftsgruppe                                  |
| ----------------------------------------------- | ------------------------------------------------- | -------------------------------------------------- | ------------------------------------------------ |
| Freudenberg Sealing Technologies                | Freudenberg Performance Materials                 | Freudenberg Home and Cleaning Solutions            | Freudenberg Chemical Specialities                |
| Freudenberg e-Power Systems                     | Freudenberg Filtration Technologies               |                                                    | Freudenberg Medical                              |
| Freudenberg Flow Technologies                   | Japan Vilene Company                              |                                                    | Freudenberg Service (Geschäftsbereich)           |
| Vibracoustic                                    |                                                   |                                                    | Freudenberg Business Services (Geschäftsbereich) |
| Quelle:                                         |                                                   |                                                    |                                                  |

### Kennzahlen
| Jahr            | 2002   | 2003   | 2004   | 2005   | 2006   | 2007   | 2008   | 2009   | 2010   | 2011   | 2012   | 2013   | 2014   | 2015   | 2016   | 2017   | 2018   | 2019   | 2020   | 2021   | 2022   | 2023   | 2024   |
| --------------- | ------ | ------ | ------ | ------ | ------ | ------ | ------ | ------ | ------ | ------ | ------ | ------ | ------ | ------ | ------ | ------ | ------ | ------ | ------ | ------ | ------ | ------ | ------ |
| Umsatz in Mio € | 3918   | 3868   | 4418   | 4837   | 5053   | 5341   | 5050   | 4201   | 5481   | 6006   | 6322   | 6623   | 7039   | 7572   | 8590   | 9346   | 9455   | 9468   | 8840   | 10.038 | 11.753 | 11.903 | 11.947 |
| Mitarbeiter     | 27.693 | 28.479 | 32.004 | 33.385 | 33.526 | 34.330 | 32.738 | 32.134 | 34.200 | 37.031 | 37.453 | 39.897 | 40.456 | 40.474 | 48.010 | 47.653 | 49.137 | 48.851 | 47.777 | 49.836 | 51.462 | 52.241 | 52.104 |

Zum 31. Dezember 2024 beschäftigte die Freudenberg-Gruppe 52.104 Mitarbeiter (Vorjahr: 52.241). Die Mitarbeiterzahl verteilt sich folgendermaßen auf die Weltregionen: Nordamerika 12.079, Deutschland 13.064, in Europa ohne Deutschland 15.121, Afrika/Australien 475, Südamerika/Zentralamerika 1123 und Asien 10.242.

## Gesellschaftliches Engagement
Freudenberg gewährte seinen Mitarbeitern bereits frühzeitig freiwillige Sozialleistungen. Bereits vor der gesetzlichen Einführung 1884 bestand eine Krankenkasse. Später wurden bedeutende Leistungen gewährt: ein Unterstützungsfonds für notleidende Mitarbeiterfamilien, Firmenrenten für Arbeitsinvaliden, Witwen- und Waisenfonds.
Die Familie Freudenberg gründete weiterhin am Ende des 19. Jahrhunderts in Schönau eine Krankenpflegestation, einen Kindergarten sowie ein öffentliches Wannenbad. Später genoss die Stadt Weinheim das Mäzenatentum der Familie. Es entstanden ein Hallenbad sowie ein Wohnbaufonds. Zum 150. Firmenjubiläum 1999 wurde auf Jubiläumsgaben für die Belegschaft verzichtet und stattdessen die Weinheimer Stadthalle mit Freudenberg-Mitteln renoviert.
1999 wurde das Programm Tanner gestartet, mit dem Kinder und Enkel von Mitarbeitern weltweit an die Standorte von Freudenberg reisen können und bei Familien von Mitarbeitern zu Gast sind.
Wolfram Freudenberg engagierte sich als Aufsichtsratsvorsitzender (bis 2014) der Unternehmensgruppe für Hans Küngs Stiftung Weltethos.

### Karl-Freudenberg-Preis
1986, zum 100. Geburtstag des Heidelberger Chemikers Karl Johann Freudenberg, stiftete das Unternehmen den Karl-Freudenberg-Preis zur Förderung des naturwissenschaftlichen Nachwuchses in Baden-Württemberg. Die Bildung der Jury und die Preisverleihung wurden der Heidelberger Akademie der Wissenschaften übertragen.

### Freudenberg Stiftung

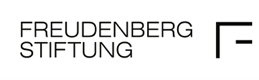
Logo der Freudenberg Stiftung

Die Freudenberg Stiftung gGmbH wurde 1984 von Gesellschaftern des Unternehmens als unabhängige zivilgesellschaftliche Organisation für Bildung sowie das friedliche Zusammenleben gegründet. Sie ist eine operativ tätige Stiftung.
Die Einnahmen der Freudenberg Stiftung generieren sich aus ihrer Beteiligung am Unternehmen Freudenberg, aus Spenden der Stifterfamilie und des Unternehmens. Im Jahr 2019 standen der Stiftung mehr als 5 Millionen Euro zur Förderung von Programmen und Projekten vorwiegend für Kinder und Jugendliche in Deutschland in den Bereichen Soziale Inklusion und Demokratische Kultur zur Verfügung. Nach Stiftungsangaben sollen eine Alltagskultur in Schule und Gesellschaft gefördert werden, die demokratische Werte stärkt und menschenfeindlichen Haltungen entgegentritt, sowie allen Heranwachsenden herkunftsunabhängig gute Bildungschancen ermöglicht werden.
Mitglieder der Gesellschafterversammlung der Freudenberg Stiftung sind Peter Frankenberg, Sylvia von Metzler, Mohsen Sohi (Vorsitzender), Tobias Thelen und Martin Wentzler (stellvertretender Vorsitzender). Im Kuratorium sind Maureen Maisha Auma, Susanne Biedenkopf-Kürten, Dierk Borstel, Yasemin Karakaşoğlu, Florian Köhl, Jonas König (stellvertretender Vorsitzender), Uli Paetzel, Mark Speich, Matthias Spielkamp, Carola Tize und Stefanie Wahl (Vorsitzende).